# Hollywood Pictures
Hollywood Pictures is een Walt Disney-filmstudio. Net zoals Touchstone Pictures, een andere Disney-studio, produceert Hollywood Pictures films voor een volwassener publiek dan het moederbedrijf. De allereerste film van de studio die deze naam draagt, was Arachnophobia uit 1990.
Alhoewel toenmalig Disney-topman Michael Eisner de studio oorspronkelijk als een volledige, onafhankelijke studio wilde positioneren net zoals Touchstone, zijn er sinds 2001 verschillende bezuinigingen bij het bedrijf doorgevoerd. Ook heeft Hollywood Pictures geen eigen management meer, maar wordt het bestuurd door de directie van de belangrijkste studio van Disney, Walt Disney Pictures.
In 2006 maakt Hollywood Pictures een comeback met de film Stay Alive, de eerste nieuwe film sinds Just Visiting uit 2001.